# (74369) 1998 WZ41
(74369) 1998 WZ41 – planetoida z pasa głównego asteroid okrążająca Słońce w ciągu 4 lat i 149 dni w średniej odległości 2,69 j.a. Została odkryta 24 listopada 1998 roku.